# Acacia schweinfurthii
Acacia schweinfurthii là một loài thực vật có hoa trong họ Đậu. Loài này được Brenan & Exell miêu tả khoa học đầu tiên.